# Bathippus rectus
Bathippus rectus is een spinnensoort in de taxonomische indeling van de springspinnen (Salticidae).
Het dier behoort tot het geslacht Bathippus. De wetenschappelijke naam van de soort werd voor het eerst geldig gepubliceerd in 2003 door Zhang, Da-xiang Song & Li.